# Callilepis mumai
Callilepis mumai är en spindelart som beskrevs av Norman I. Platnick 1975. Callilepis mumai ingår i släktet Callilepis och familjen plattbuksspindlar. Inga underarter finns listade.